# Teresa Baron
Teresa Baron je česká vědkyně britského původu, zabývající se bioetikou.

## Život
Vyrůstala ve Spojeném království, magisterský a doktorský titul získala na univerzitě v Southhamptonu v roce 2017. V roce 2020 se přesunula kvůli vědeckému výzkumu v programu IRLAB, programu realizovaného v Akademii věd do České republiky. Její maminka je Češka.

## Kariéra
Od roku 2020 působí projektově v Oddělení aplikované filosofie a etiky na Filosofickém ústavu AV ČR. Zabývá se mimo jiné otázkami spojenými se vztahem mezi biologickým a morálním rodičovstvím nebo rodičovskými právy rodičů dětí a adolescentů. Od roku 2022 působí jako vědecká pracovnice na univerzitě v Nottinghamu. Publikuje studie a knihy zaměřené na biologické, sociální, legální a morální aspekty rodičovství (např. fenoménu hothousingu).

## Publikace
- BARON, Teresa. The Philosopher's Guide to Parenthood. Storks, Surrogates, and Stereotypes. Cambridge University Press, 2023